# トレジャーデータ
Treasure Data, Inc.（トレジャーデータ）は、アメリカのソフトウェア開発企業で、顧客データを統合・分析するプラットフォームを提供している。2018年8月3日にArmの完全子会社になり、2021年6月25日よりArmの親会社であるソフトバンクグループのソフトバンク・ビジョン・ファンドのポートフォリオの一部となっている。トレジャーデータ株式会社はTreasure Data, Inc.の日本法人。

## 製品
- Treasure Data CDP for Marketing - マーケティングのためのプラットフォーム[2]
- Treasure Data CDP for Sales - 法人営業のためのプラットフォーム[3]
- Treasure Data CDP for Service - コールセンターのためのプラットフォーム[4]

CDP はカスタマーデータプラットフォームの略。

## 沿革
- 2011年12月 - 芳川裕誠（最高経営責任者）、太田一樹（最高技術責任者。Preferred Infrastructureの創業時の最高技術責任者でもあった）、古橋貞之（FluentdおよびMessagePackの作者[5]）がアメリカ合衆国のシリコンバレーのマウンテンビューにてTreasure Data, Inc.を創業。
- 2012年9月28日 - まつもとゆきひろ（Rubyの開発者）等から150万ドル調達[6]
- 2012年11月1日 - 日本法人のトレジャーデータ株式会社を設立[7]
- 2013年7月24日 - シエラ・ベンチャーズ等から500万ドル資金調達[8]
- 2015年1月15日 - スケール・ベンチャー・パートナーズ等から1500万ドル資金調達[9]
- 2016年11月8日 - 8社から合計約2500万ドル資金調達[10]
- 2018年8月3日 - ArmがTreasure Data, Inc.を6億ドルで買収[11][12]
- 2020年10月1日 - Pankaj Tibrewalが最高経営責任者に就任[13]
- 2021年6月25日 - Armの親会社であるソフトバンクグループのソフトバンク・ビジョン・ファンドのポートフォリオの一部となった[1]。太田一樹が最高経営責任者に就任。
- 2021年11月4日 - ソフトバンク等から2億3400万ドル調達[14]。

## 参照
1. 1 2  トレジャーデータ、ソフトバンク・ビジョン・ファンド2の正式メンバーに - CDP（カスタマーデータプラットフォーム）のTreasure Data
2. ↑  Multi-channel Customer Data Platform for Marketing - Treasure Data
3. ↑  Treasure Data CDP for Salesの特徴 - CDP（カスタマーデータプラットフォーム）のTreasure Data
4. ↑  Treasure Data CDP for Serviceの特徴 - CDP（カスタマーデータプラットフォーム）のTreasure Data
5. ↑  MIT Tech Review: 古橋貞之（トレジャーデータ（Treasure Data））
6. ↑  Seed Round - Treasure Data - 2012-09-28 - Crunchbase Funding Round Profile
7. ↑  クラウド型のビッグデータプラットフォーム「Treasure Data Platform」の日本国内における事業展開を本格化、グローバル市場および日本市場における事業戦略を発表 - CDP（カスタマーデータプラットフォーム）のTreasure Data
8. ↑  シリーズAラウンドでシエラ・ベンチャーズ社から 500万ドルの資金調達を発表 - CDP（カスタマーデータプラットフォーム）のTreasure Data
9. ↑  シリーズBラウンドで総額1,500万ドルの資金調達を実施 - CDP（カスタマーデータプラットフォーム）のTreasure Data
10. ↑  シリーズCラウンドで総額約2,500万ドルの資金調達を実施 - CDP（カスタマーデータプラットフォーム）のTreasure Data
11. ↑  Arm、Treasure Data社を買収し、IoTによる変革を支えるエンド・トゥ・エンドのプラットフォームの提供へ｜アーム株式会社のプレスリリース
12. ↑  SoftBank-Owned ARM Is Said to Agree to Buy Treasure Data - Bloomberg
13. ↑  Treasure Data Appoints New Chief Executive Officer to Build on 3x Growth - Treasure Data
14. ↑  トレジャーデータ、ソフトバンク等から2億3400万ドルを調達し「Beyond Marketing」のビジョン実現と成長をさらに加速